# Taipé Chinês nos Jogos Olímpicos de Inverno de 1984
O Taipé Chinês competiu nos Jogos Olímpicos de Inverno de 1984, realizados em Sarajevo, Iugoslávia.